# Прапор Стумона
Прапор Стумона був затверджений муніципальною радою як прапор муніципалітету Стумон провінції Льєж. Прапор можна описати так:
Дві однаково довгі смуги зеленого і білого кольорів.
Походження кольорів невідоме. Цей муніципальний прапор ідентичний прапору Тьо та прапору Верв'є.

Рада геральдики та вексилології (фр. Conseil d'héraldique et de vexillologie) заснувала жовтий прапор із червоною облямівкою та червоною діагональною смугою. Прапор збігається з міським гербом.

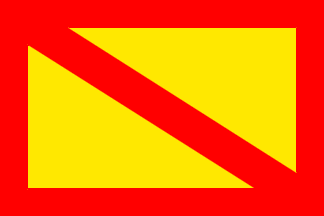
Дизайн прапора Ради геральдики та вексилології
Прапор Тьо
Прапор Верв'є